# کایزرشمارن

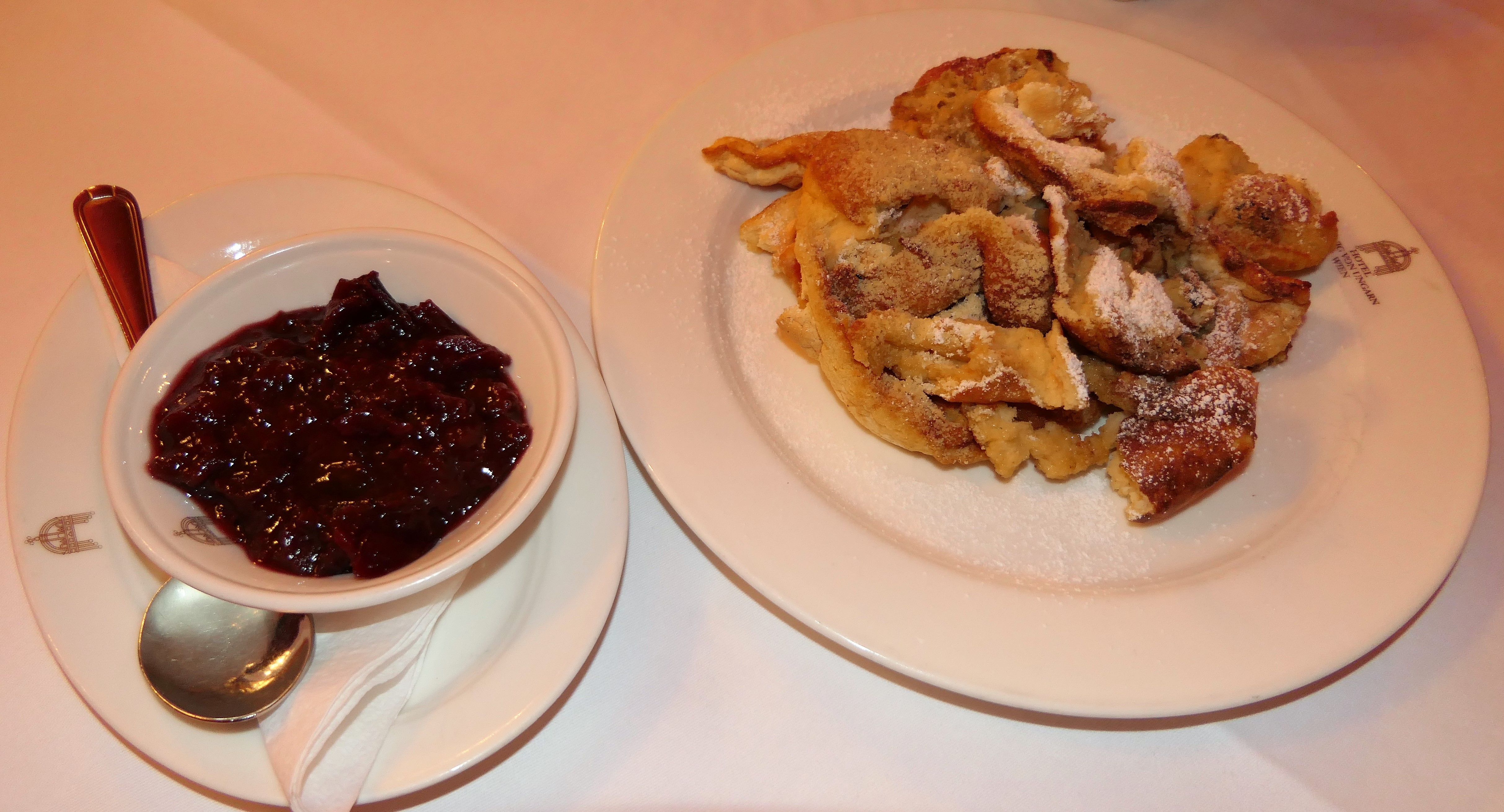
کایزرشمارن با آلو سوخاری

کایزرشمارن (همچنین: Kaiserschmarren , مجاری: Császármorzsa) شکل خورد شده شمارن است که تهیه آن شبیه به تهیه خمیر پنکیک است و یکی از شناخته شده‌ترین دسرها در خوراک اتریشی است. این نام از امپراتور فرانتس جوزف اول گرفته شده‌است.

## ریشه کلمه
این دسر برای اولین بار در سال ۱۸۵۴ برای ملکه اتریش الیزابت سرو شد. گفته می‌شود که دسر به‌طور تصادفی هنگام سرو خورد شد که بعداً به یک ویژگی خاص تبدیل شد. تنها پس از آن بود که دسر توسط امپراتور فرانتس ژوزف اول «بازطراحی» شد و کایزرشمارن نامیده شد.

### افسانه‌ها
- وقتی یک شیرینی‌پز درباری، که دوست داشت دسرهای مخصوصی برای امپراتور الیزابت بپزد، نمی‌توانست با ترکیب جدیدی از خمیر املت و برشته‌کننده آلو مورد پسند ملکه قرار بگیرد، اعلیحضرت به داخل شکاف پرید و خوراکی که او آماده کرده بود، خورد. بخشی از ملکه با این جمله "خب، فقط آن مزخرفاتی را که لئوپولد ما دوباره با هم پخته‌است به من بده". در گونه‌ای از افسانه، این غذا که به مناسبت عروسی فرانتس ژوزف و الیزابت در سال ۱۸۵۴ ساخته شد و به ملکه جدید تقدیم شد، در ابتدا توسط سرآشپزها "کایزرینشمارن" نامگذاری شد. اما برای امپراتور جذاب تر شد و بر این اساس نام آن تغییر یافت.
- گله دار-ی- (که در اتریش "کاسر" نیز نامیده می‌شود) کلبه ای داشت که در یکی از شکارگاه‌های امپراتوری به پایان می‌رسید، به امپراتور یک "کایزرشمارن" تقدیم کرد که گفته می‌شود امپراتور به قدری از آن خوشش آمد که نام خوراک را بدون هیچ مقدمه به "کایزرشمارن" ای تغییر نام داد.
- همچنین می‌تواند هازه شمارن یک کشاورز باشد، یعنی یک "Schmarren a la casa"، که (احتمالاً در ارتباط با خانه هابسبورگ) به کایزرشمارن تبدیل شد.

به گفته یوزف کاچی، خدمتکار سابق دربار، امپراتور در مهمانی‌های شکار خود واقعاً از قیصرشمارن قدردانی می‌کرد و بسیار این دسر را دوست داشت.

## آماده‌سازی

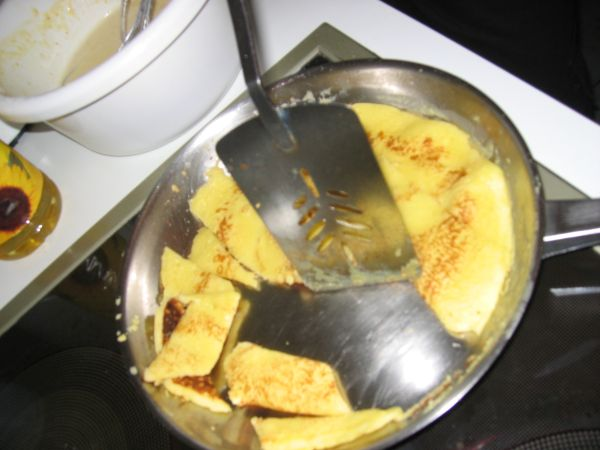
کایزرشمارن را در تابه تقسیم کنید

خمیری که از آرد، شیر، تخم مرغ و کمی شکر و نمک درست می‌شود، در تابه‌ای روی حرارت متوسط با کره می‌پزیم تا زیر آن سفت شود. سپس با قاشق یا کفگیر خرد می‌شود و با احتیاط می‌چرخانیم تا تمام شود. آن را با پودر قند پاشیده و به‌طور سنتی با آلو سوخاری سرو می‌شود، امروزه اغلب با سس سیب نیز سرو می‌شود. تنوع بی‌شماری از کایزرشمارن وجود دارد، مانند کاراملی، با کشمش یا بادام. یک آماده‌سازی تا حدودی پیچیده‌تر شامل جدا کردن سفیده‌ها، هم زدن آنها به سفیده تخم مرغ و بلند کردن آنها زیر خمیر است. این باعث می‌شود کایزرشمارن شل‌تر شود.
بسته به مواد تشکیل دهنده و مخلفات، می‌توانید به انواع دیگر نیز تقسیم کنید:
- پنکیک گیلاس، آلو، آلبالو و سیب
- پنکیک آجیلی،
- پنکیک خامه ترش و غیره

Semmelschmarrn بسیار شبیه Kaiserschmarrn است. این از نان رول‌های تکه شده (نان) آغشته به شیر و تخم مرغ تهیه می‌شود.
یکی دیگر از تغییرات Topfenkaiserschmarrn است.

در طول سلطنت دوگانه اتریش و مجارستان، این غذا به مجارستان نیز گسترش یافت.

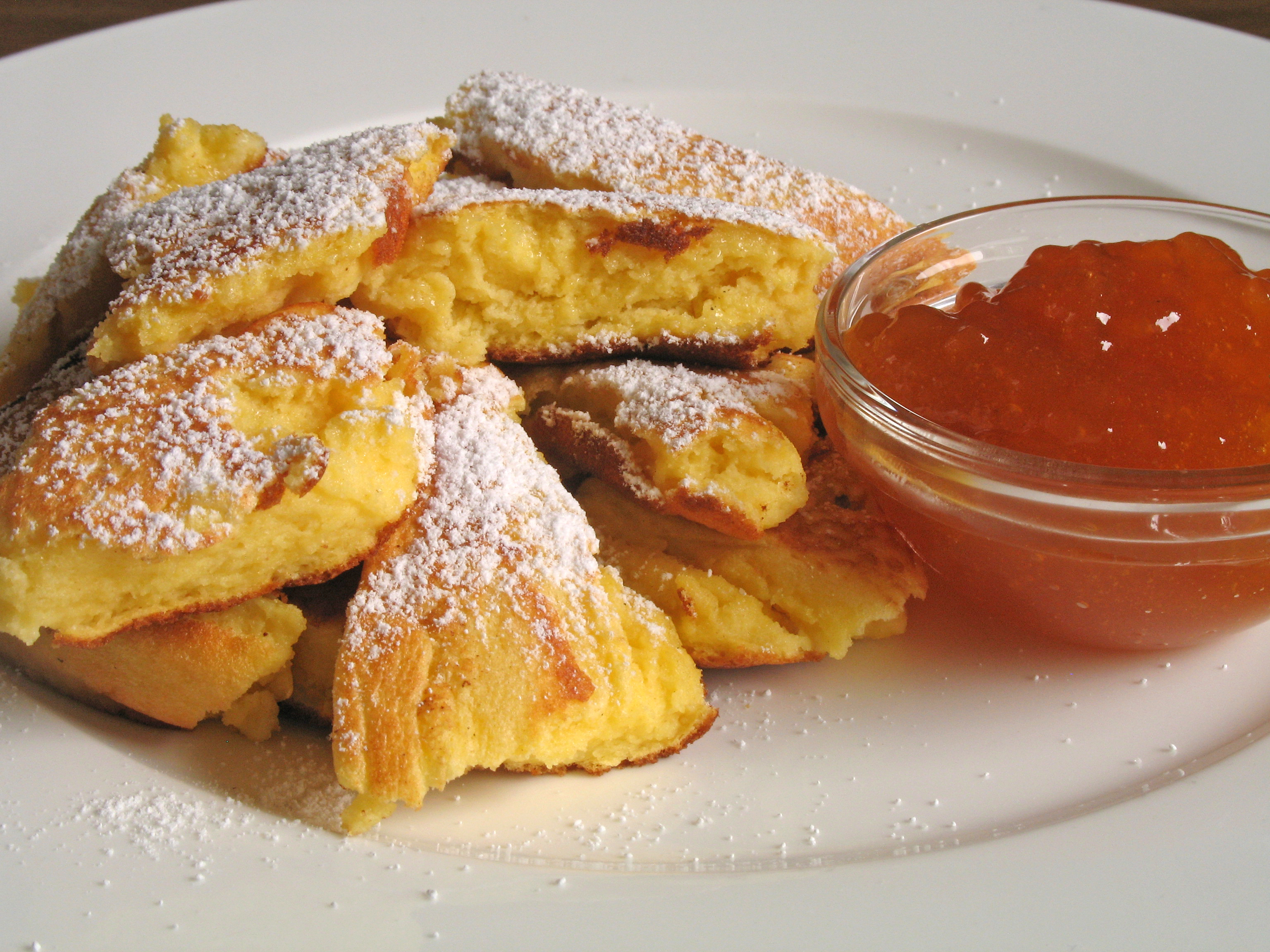
کایزرشمارن کرکی با اضافه کردن سفیده تخم مرغ زده شده
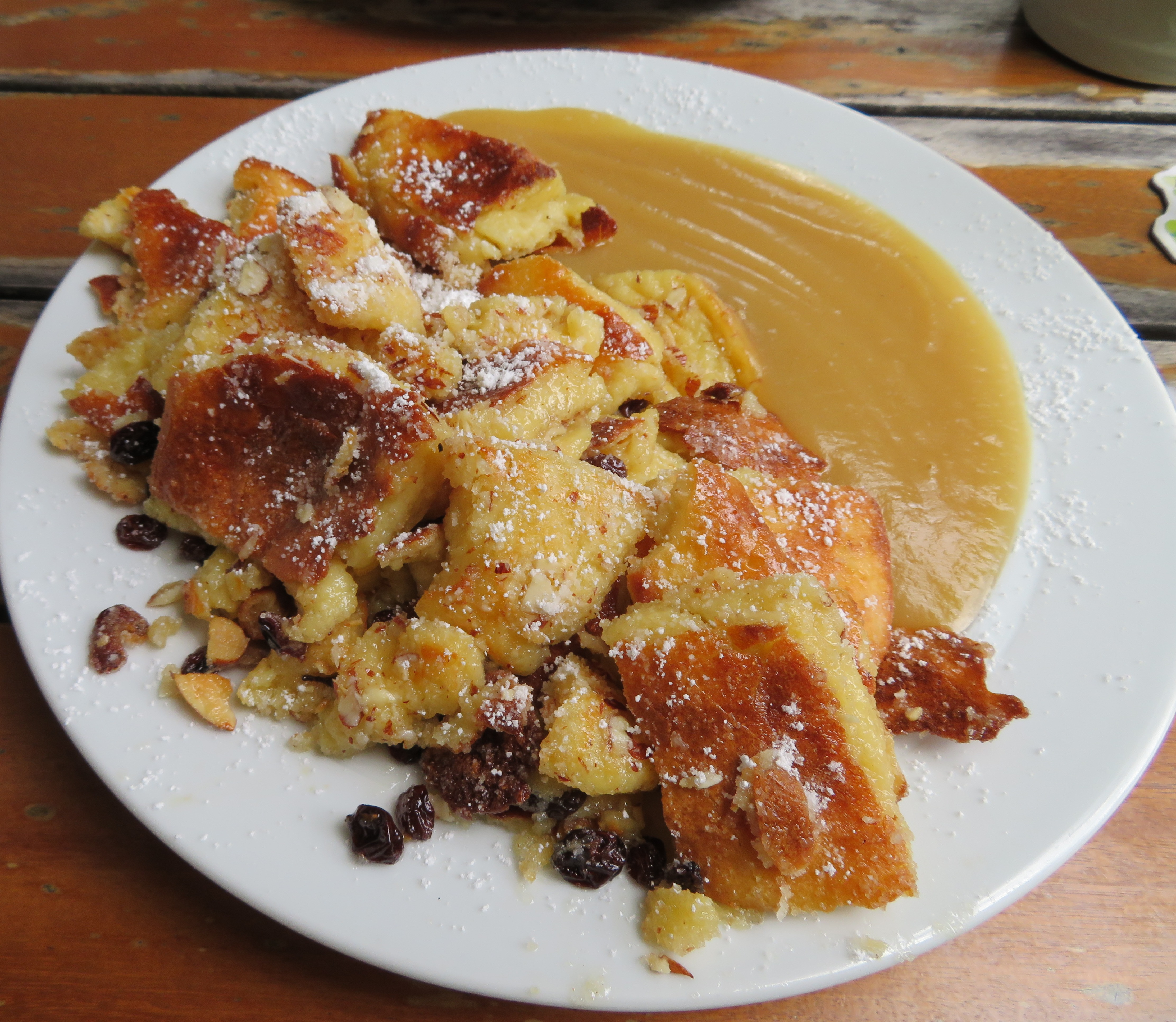
کایزرشمارن با سس سیب به عنوان پیش غذا
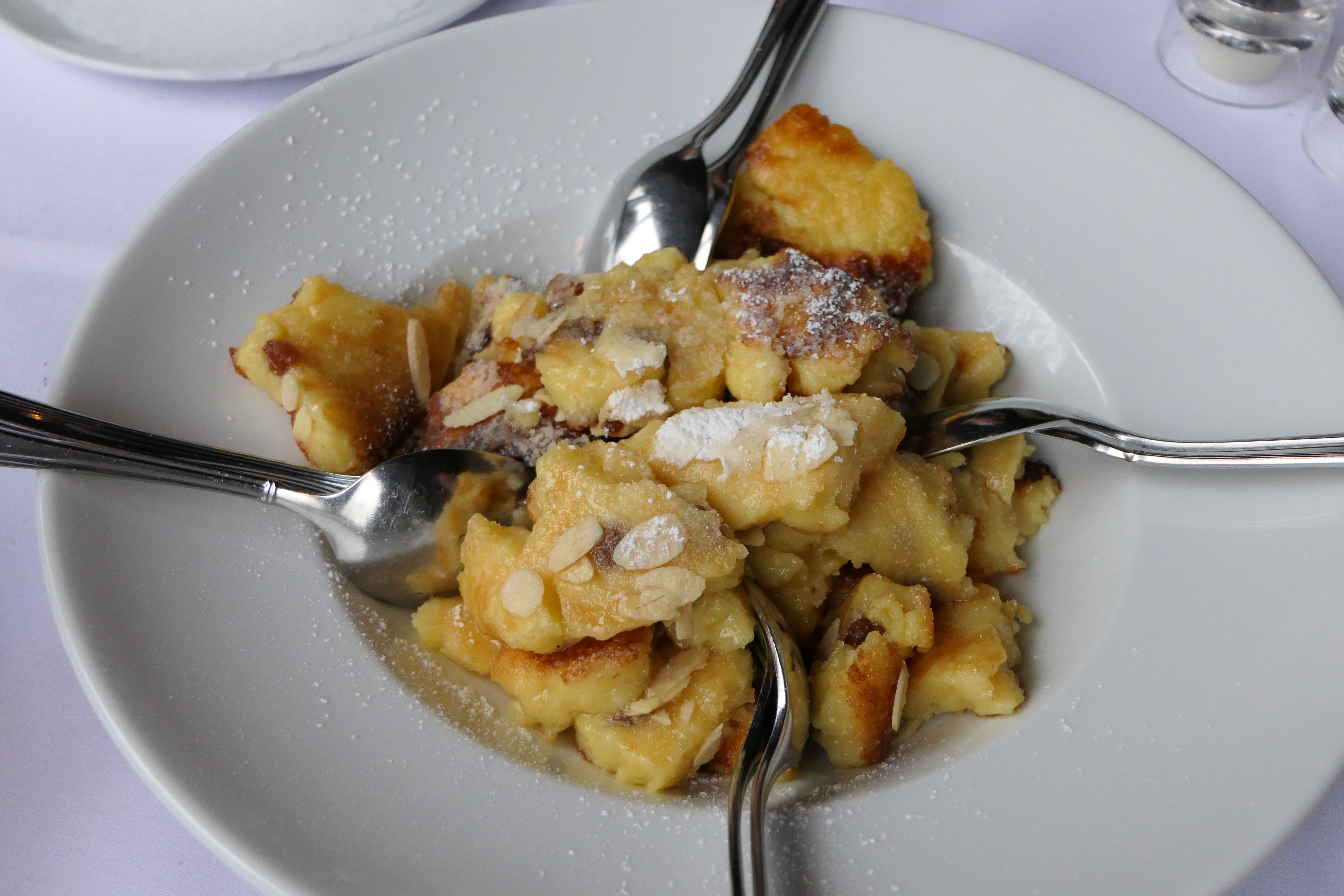
قیصرشمارن با تکه‌های بادام
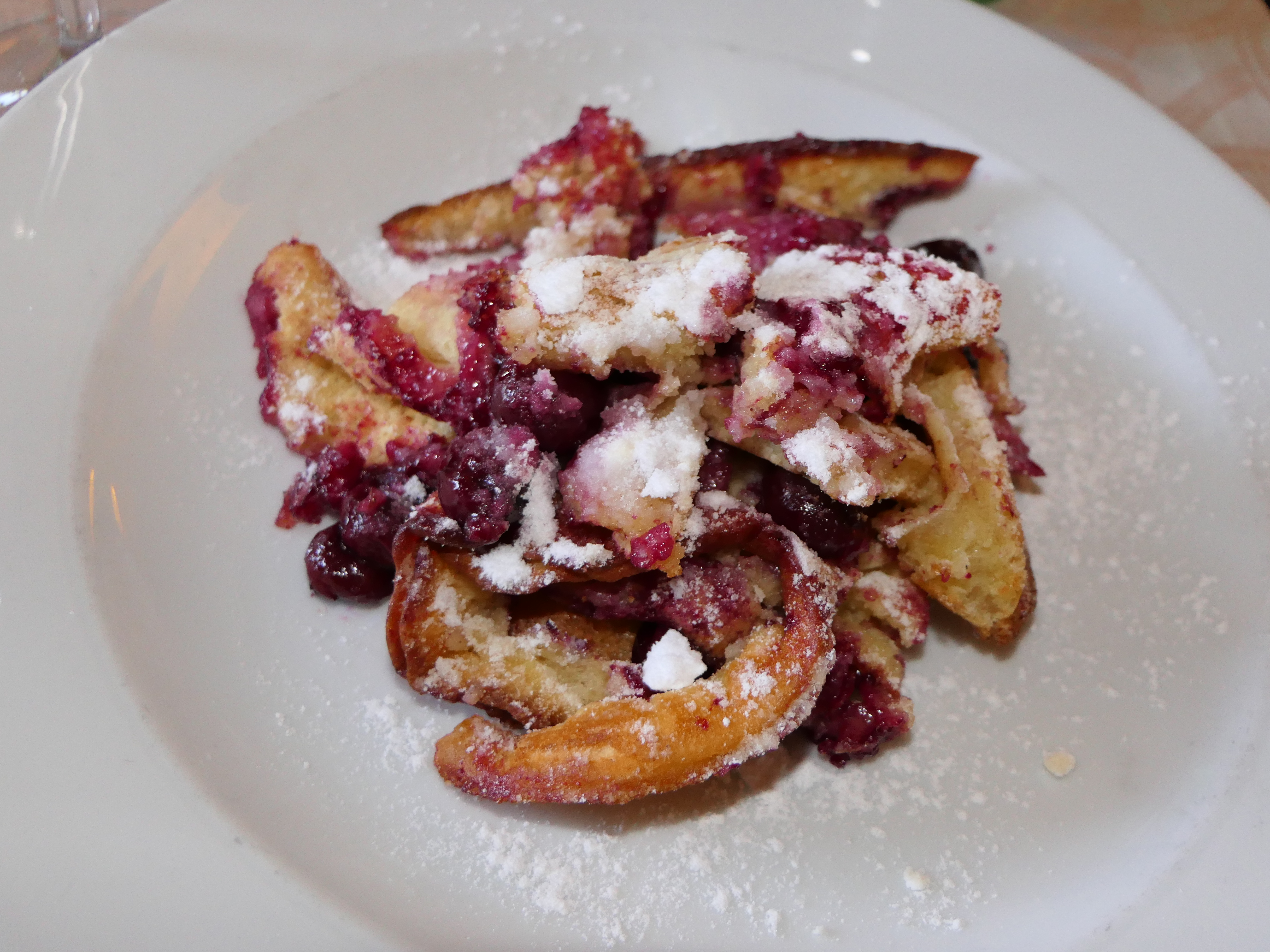
قیصرشمارن با آلبالو

## ادبیات
- Eva Reimer, Dietmar Schobel: بهترین کیک‌ها و تارت‌های اتریش - اشترودل سیب، تارتلت‌های ایشلر، Kaiserschmarrn. Weltbild, Augsburg 2003, ISBN 3-8289-1164-1.
- Hans Adlassnig, Roman Tschirk: Powidl and Kaiserschmarrn - فرهنگ لغت غذاهای اتریشی. Amalthea, Vienna 1987, ISBN 3-85002-243-9.

## لینک‌های وب
- کاسپار هاوزر از آشپزخانه، مقاله ای در مورد قیصرشمارن در اشپیگل آنلاین
- Kaiserschmarren